# Micrathena sexspinosa
Espèce
Synonymes
- Epeira sexspinosa Hahn, 1822
- Acrosoma militare C. L. Koch, 1837
- Plectana squamosa Walckenaer, 1841
- Acrosoma obtusospinum Keyserling, 1864
- Acrosoma petersii Taczanowski, 1873
- Keyserlingia cornigera O. Pickard-Cambridge, 1890
- Acrosoma calcaratum O. Pickard-Cambridge, 1890

Micrathena sexspinosa est une espèce d'araignées aranéomorphes de la famille des Araneidae.

## Distribution
Cette espèce se rencontre en zone néotropicale du Mexique au Brésil à des altitudes inférieures à 2 000 m.
Elle a été observée au Mexique, au Guatemala, au Honduras, au Salvador, au Nicaragua, au Costa Rica, au Panama, à Porto Rico, à Trinité-et-Tobago, en Colombie, en Équateur, au Venezuela, au Guyana, au Suriname, en Guyane et au Brésil,.

## Habitat
Micrathena sexspinosa se rencontre dans les forêts tropicales sèches et humides mais également dans les cultures.

## Description

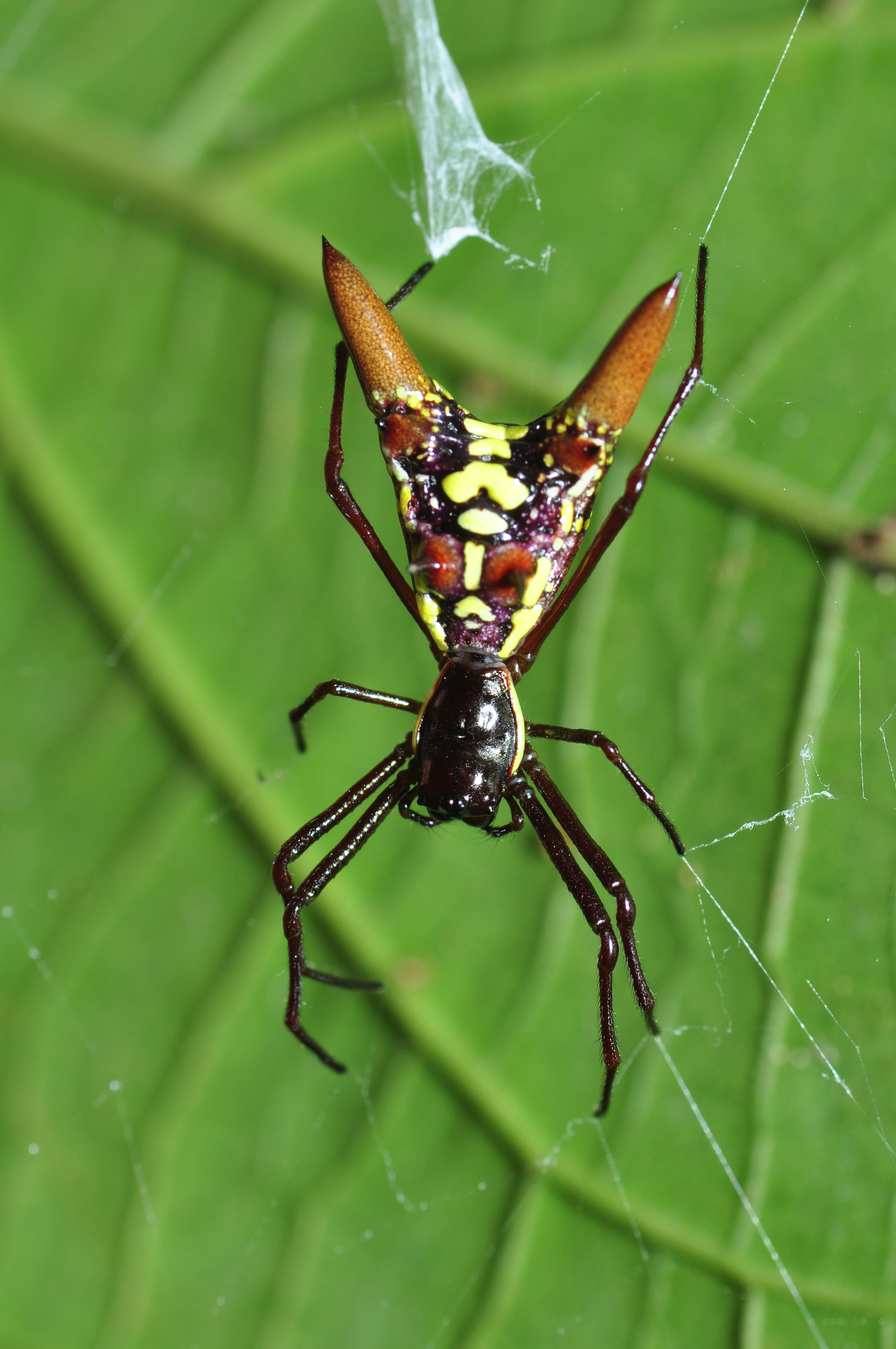
Micrathena sexspinosa

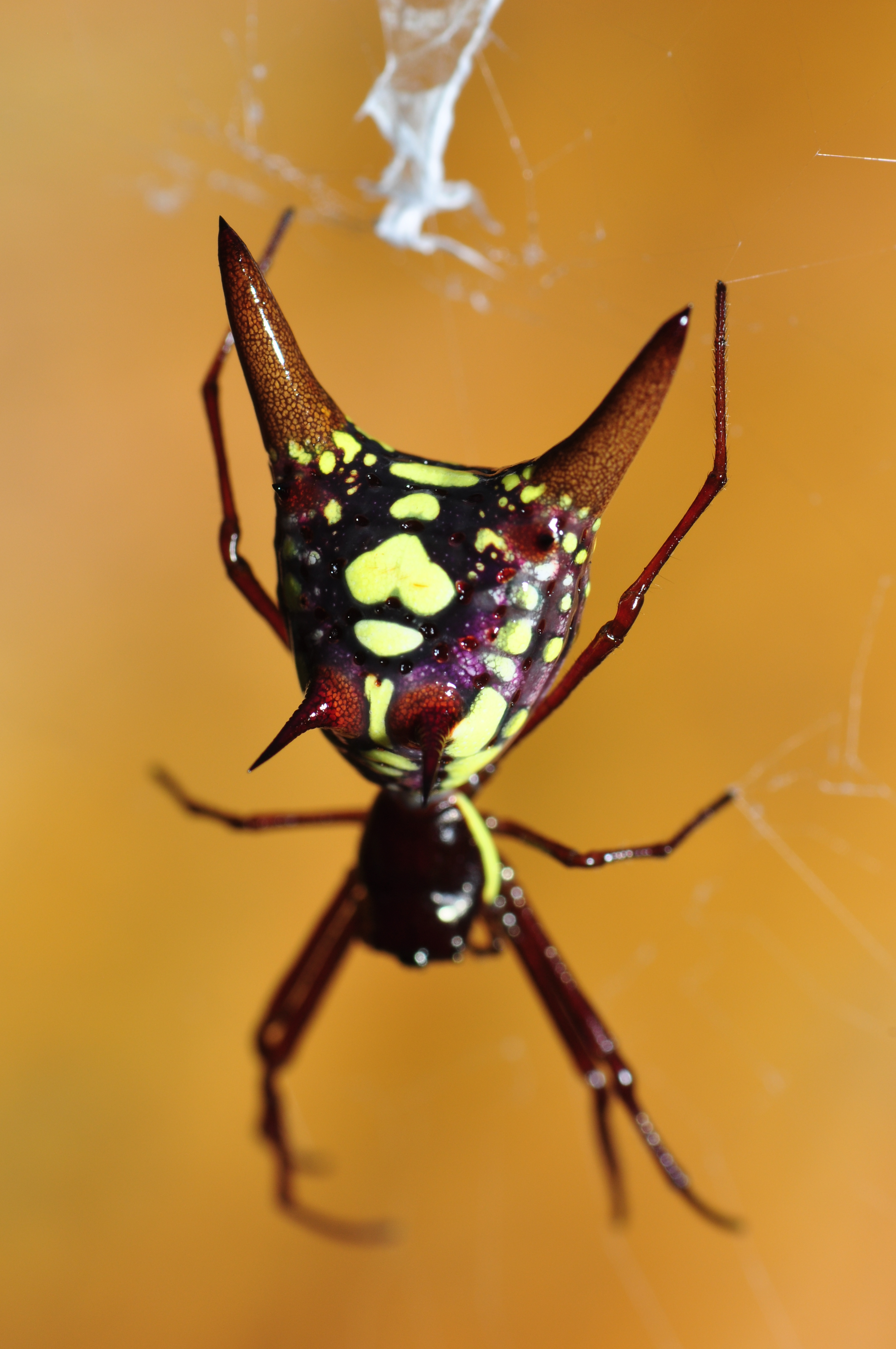
Micrathena sexspinosa

La femelle mesure de l'ordre de 16 mm et le mâle de l'ordre de 6 mm,.

### Femelle
Le céphalothorax est fortement soulevé avec une fossette médiane peu profonde. Le sternum est convexe. L'abdomen présente un scutum plus long que large, une petite paire d'épines dorsales en forme de tubercules, deux paires d'épines dorsales de taille identique et une paire postérieure d'épines très épaisses et cylindriques aussi longues que le scutum. Le céphalothorax est brun rougeâtre. L'abdomen présente des couleurs vives allant du jaune strié et marqué de points rougeâtres à noirs pour l'abdomen au rouge pour les épines postérieures.

### Mâle
La forme générale du mâle est semblable à celle de la femelle mais ne présente pas d'épines sur l'abdomen mais deux lobes postérieurs. La caractéristique la plus distinctive de son anatomie réside dans la présence d'un long crochet tarsal courbé. L'ensemble du corps est brun acajou avec des points plus clairs à l'arrière de l'abdomen.

### Dimorphisme sexuel
Le dimorphisme sexuel chez Micrathena sexspinosa se traduit par une différence de taille importante entre le mâle et la femelle, par une différence notable de couleur avec une femelle qui présente des couleurs vives allant du jaune pour l'abdomen au rouge pour les épines postérieures et un mâle globalement brun rougeâtre, et par l'absence d'épines chez le mâle.

## Comportement

### Toile

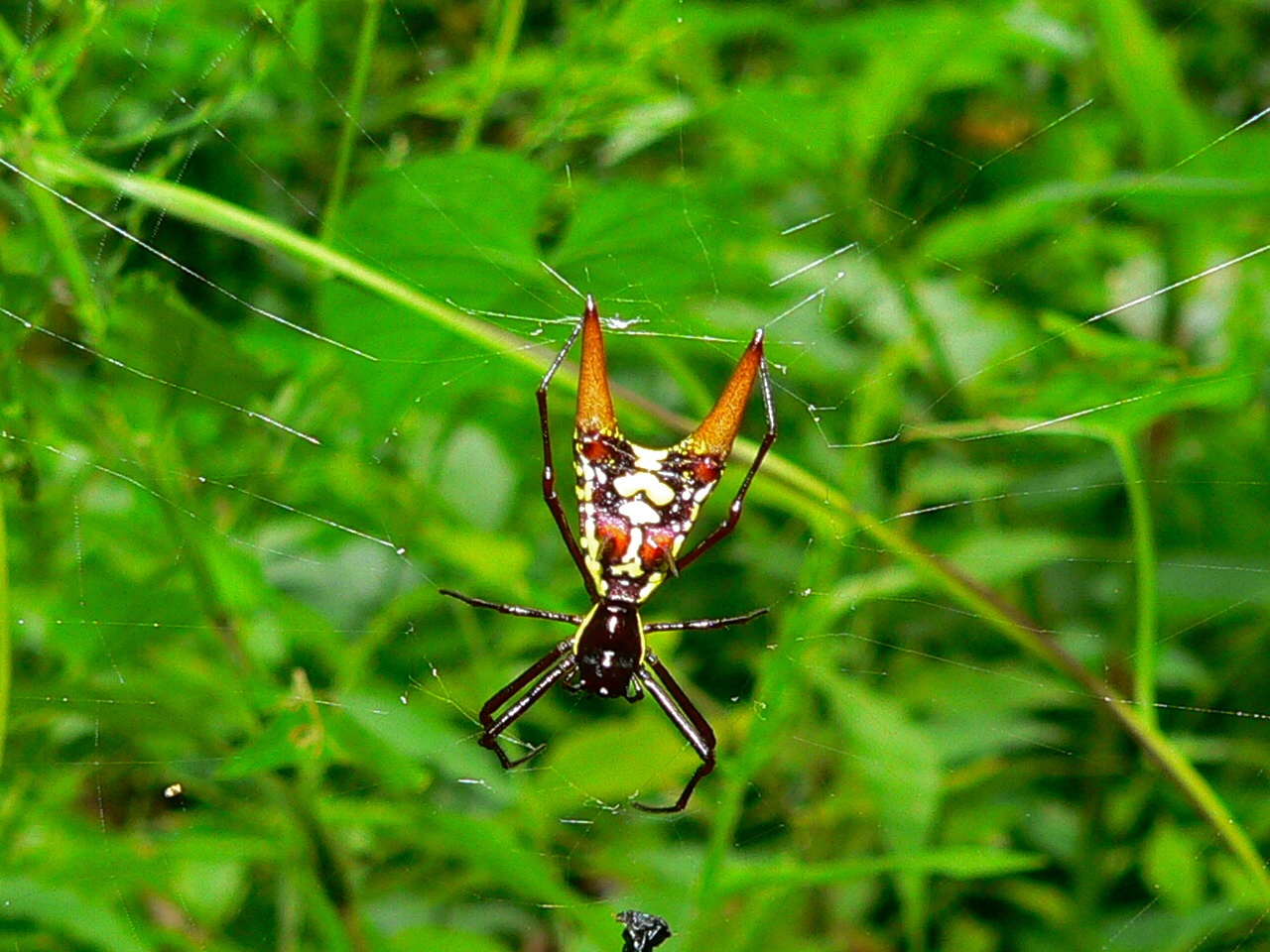
Micrathena sexspinosa ♀ du parc national de Tortuguero au Costa Rica

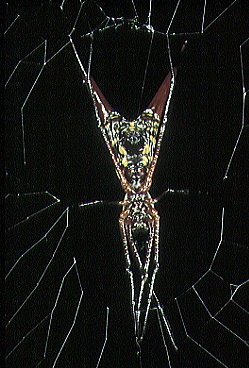
Micrathena sexspinosa

Micrathena sexspinosa construit une toile orbiculaire d'orientation verticale et décorée d'un stabilimentum.

### Accouplement
Le comportement de cour du mâle se distingue par le fait qu'il transforme un rayon de la toile de la femelle en fil d'accouplement en découpant les fils de la spirale qui s'y raccrochent. Il adopte ensuite une position de copulation où il fait face au postérieur de la femelle avec sa surface dorsale sur la surface ventrale de celle-ci.
Les œufs sont de couleur orangée et placés dans un sac jaune pâle.

## Systématique et taxinomie
Cette espèce a été décrite sous le protonyme Epeira sexspinosa par Hahn en 1822. Elle est placée dans le genre Acrosoma par Hahn en 1834 puis dans le genre Micrathena par Simon en 1895.

## Publication originale
- Hahn, 1822 : Monographie der Spinnen. Nürnberg, Heft 3, p. 1-2 (texte intégral).